# Lanxoblatta frater
Lanxoblatta frater är en kackerlacksart som beskrevs av Morgan Hebard 1933. Lanxoblatta frater ingår i släktet Lanxoblatta och familjen jättekackerlackor.
Artens utbredningsområde är Colombia. Inga underarter finns listade i Catalogue of Life.